# Melanie Thornton
Melanie Janene Thornton (ur. 13 maja 1967 w Charleston w stanie Karolina Południowa, zm. 24 listopada 2001 w pobliżu Bassersdorf) – amerykańska piosenkarka, znana głównie z występów w niemieckim zespole La Bouche.

## Życiorys

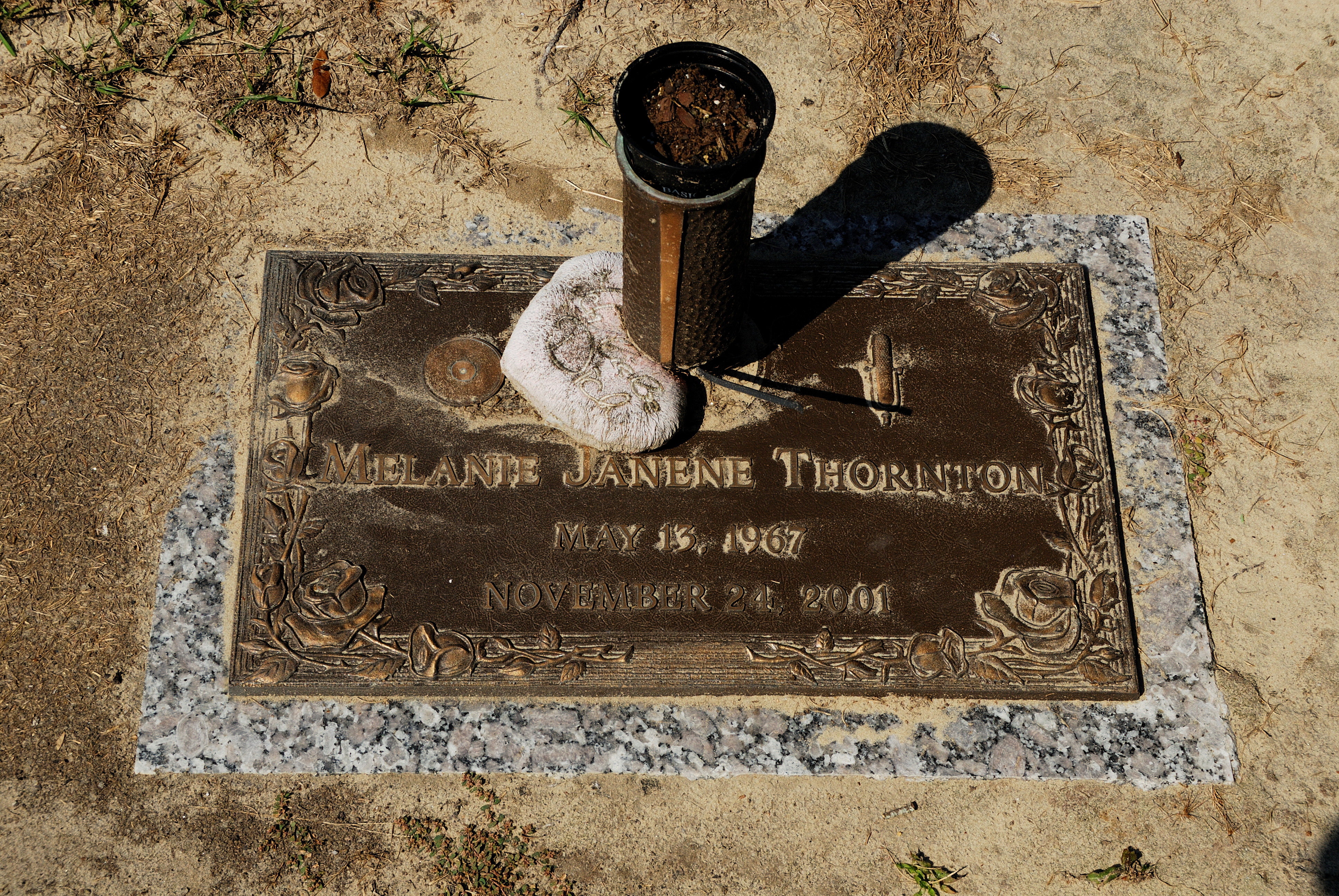
Grób Melanie Thornton

Melanie Janene Thornton urodziła się 13 maja 1967 roku w Charleston w stanie Karolina Południowa. Od szóstego roku życia uczyła się śpiewu, a także gry na fortepianie i klarnecie. Dorastając słuchała Arethy Franklin i Roberty Flack. Ukończyła studia w college’u, które sfinansowała występując na pokazach talentów i koncertach małych zespołów. W lutym 1992 roku wyjechała do Niemiec, gdzie mieszkała jej siostra wraz z mężem, żołnierzem armii amerykańskiej. Przed wyjazdem śpiewała w zespole Danger Zone, występującym w klubie nocnym w Macon w stanie Georgia.
W 1995 roku wraz z poznanym w Niemczech rodakiem Lane’em McCrayem rozpoczęła występy w założonym przez znanego producenta Franka Fariana zespole La Bouche. Z zespołem tym wylansowała piosenki „Be My Lover” oraz „Sweet Dreams”, które w latach 90. XX wieku były na szczytach list przebojów w wielu krajach. Jeszcze będąc członkinią La Bouche nagrała piosenkę „Tonight Is the Night” pod szyldem zespołu Le Click. Wzięła także udział w nagraniu kilku innych utworów popularnych w tamtym okresie. 
W 2000 roku opuściła La Bouche i rozpoczęła karierę solową w Niemczech. W maju 2001 roku na rynku pojawił się debiutancki album studyjny Melanie Thornton zatytułowany Ready to Fly, który promowały trzy single: „Love How You Love Me”, „Heartbeat” i „Makin’ Oooh Oooh (Talking About Love)”. W listopadzie do sprzedaży trafiła reedycja albumu, zawierająca nagraną na potrzeby kampanii reklamowej niemieckiego oddziału firmy Coca-Cola bożonarodzeniową piosenkę „Wonderful Dream (Holidays Are Coming)”, która cieszyła się wielką popularnością. Niedługo później Thornton gościnnie wystąpiła w piosence DJ-a BoBo „Love Of My Life”, która znalazła się na albumie Celebration, wydanym w 2002 roku.
24 listopada 2001 roku zginęła w katastrofie lotu Crossair 3597 niedaleko Zurychu, do którego leciała z Berlina w ramach trasy koncertowej promującej album Ready to Fly. Została pochowana na cmentarzu Mount Pleasant Memorial Gardens w Mount Pleasant w stanie Karolina Południowa

## Projekty muzyczne
- Danger Zone
- Schnapka
- Groovin’ Affairs
- La Bouche
- Le Click
- Orange Blue
- Joy-Lab
- Comic
- 100%
- Men Behind
- Hystery
- Loop

## Dyskografia

### Single
- 2000: „Love How You Love Me”
- 2001: „Heartbeat”
- 2001: „Makin’ Oooh Oooh (Talking About Love)”
- 2001: „Wonderful Dream”
- 2002: „Love Of My Life” (gościnnie z DJ-em BoBo)
- 2002: „I Wish It Was Love”
- 2003: „Memories”
- 2003: „Say You’ll Be There”
- 2003: „Falling In Love
- 2004: „In Your Life”
- 2005: „Angels”
- 2005: „Wonderful Dream (Holidays Are Coming)”

### Albumy studyjne i kompilacyjne
- 2001: Ready to Fly
- 2003: Memories
- 2004: In This Perfect Skin
- 2007: Her Most Beautiful Ballads

### Albumy wideo
- 2004: Christmas Concert